# Буздин, Василий Васильевич
Василий Васильевич Буздин — советский хозяйственный, государственный и политический деятель.

## Биография
Родился 1 ноября 1912 году в Болхове. Член ВКП(б) с 1932 года.
С 1927 года — на хозяйственной, общественной и политической работе. В 1927—1974 гг. — на руководящей комсомольской работе в Орловской, Воронежской, Курской областях, инструктор Воронежского обкома ВЛКСМ, помощник начальника политотдела МТС, совхоза им. Кирова, инструктор Болховского райкома КПСС, секретарь исполкома Болховского райсовета депутатов, заведующий Болховским райфинотделом, участник Великой Отечественной войны, председатель исполкома Новозыбковского районного совета, заместитель председателя исполкома Брянского областного Совета, первый секретарь Новозыбковского райкома КПСС, первый секретарь Новозыбковского горкома КПСС. 
Секретарь партийного комитета Клинцовского производственного колхозно-совхозного управления (27.12.1962 - 21.01.1965).
Первый секретарь Клинцовского райкома КПСС (21.01.1965 - 29.10.1974).
6 июля 1950 года доизбран депутатом Совета Союза Верховного Совета СССР 3-го созыва по Новозыбковскому избирательному округу Брянской области.
Умер 29 октября 1974 года.